# Czumażówka
Czumażówka – osada leśna w Polsce położona w województwie podlaskim, w powiecie białostockim, w gminie Czarna Białostocka.
W latach 1975–1998 miejscowość administracyjnie należała do województwa białostockiego.
W pożarze z 14.XII.2024 spaleniu uległy zabudowania leśniczówki.

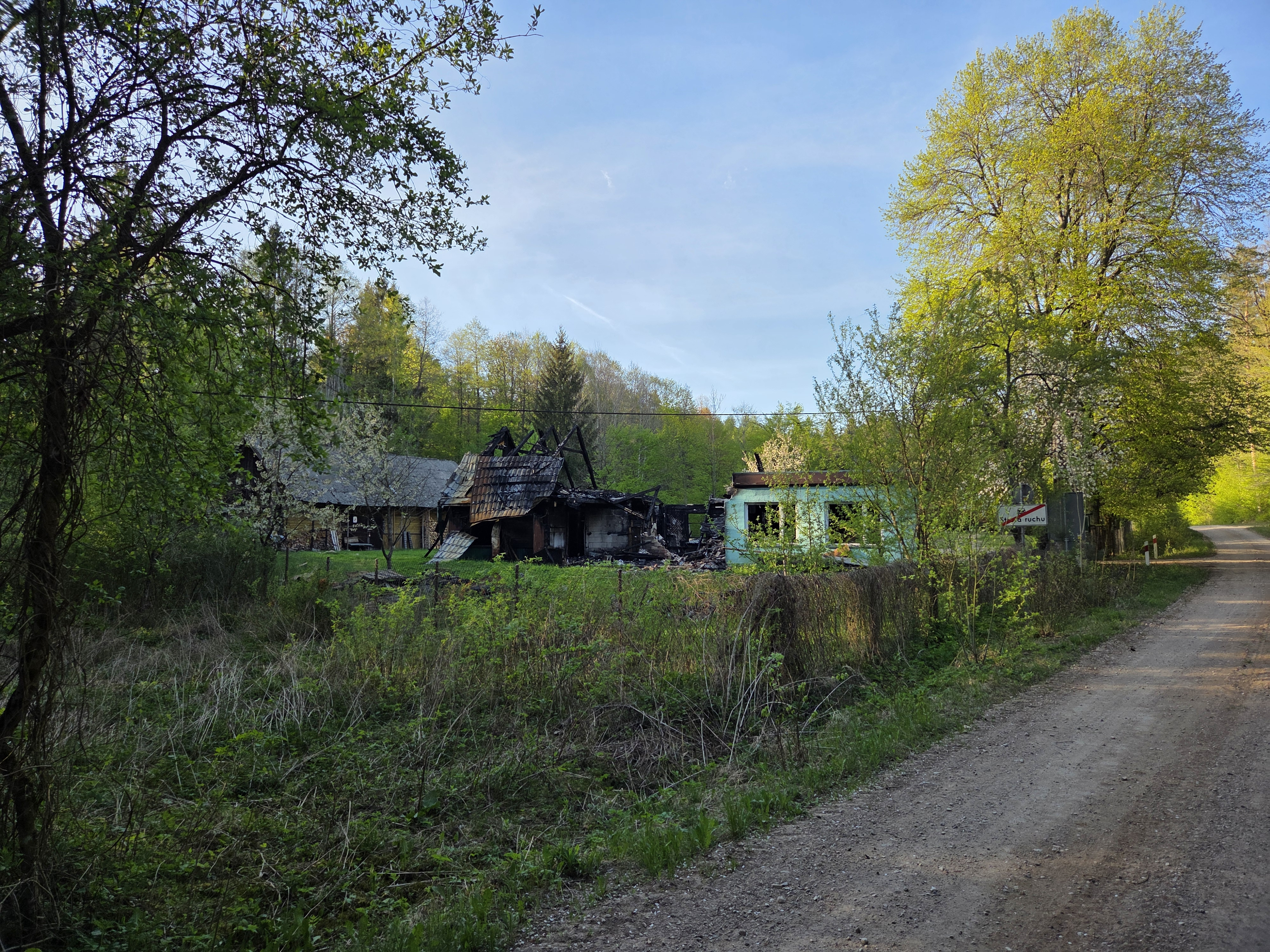
Spalone w pożarze z 14.XII.2024 zabudowania leśniczówki Czumażówka